# Stazione di Campi Sportivi
Stazione di Campi Sportivi vasútállomás Olaszországban, Róma településen.

## Vasútvonalak
Az állomást az alábbi vasútvonalak érintik:
- Róma–Civita Castellana–Viterbo-vasútvonal

## Kapcsolódó állomások
A vasútállomáshoz az alábbi állomások vannak a legközelebb:
- Stazione di Acqua Acetosa (Roma) (Stazione di Piazzale Flaminio, Róma–Civita Castellana–Viterbo-vasútvonal)
- Stazione di Monte Antenne (Stazione di Viterbo, Róma–Civita Castellana–Viterbo-vasútvonal)